# Darey Tinni
Darey Tinni (auch: Dareydey, Darey Dey, Darey Dey Tinni, Darey Tini) ist ein Dorf in der Landgemeinde Banibangou in Niger.

## Geographie
Das Dorf liegt rund 32 Kilometer nordöstlich des Hauptorts Banibangou der gleichnamigen Landgemeinde und des gleichnamigen Departements Banibangou, das zur Region Tillabéri gehört. Ein größeres Dorf in der Umgebung von Darey Tinni ist das etwa 11 Kilometer entfernte Siné Godar im Norden. Die Siedlung ist wie die gesamte Gemeinde Banibangou Teil der Übergangszone zwischen Sahara und Sahel.

## Geschichte
Die Region Tillabéri wurde besonders in den Grenzgebieten zu Mali und Burkina Faso seit 2018 wiederholt von gewalttätigen Angriffen nicht-staatlicher bewaffneter Gruppen heimgesucht. Laut einem UNHCR-Bericht vom Sommer 2018 war die Bevölkerung von Darey Tinni einem hohen Risiko ausgesetzt vertrieben zu werden. Im Zuge eines Terrorangriffs auf den Militärposten im Nachbardorf Siné Godar am 9. Januar 2020 beschossen und zerstörten die Angreifer auch die GSM-Station in Darey Tinni. Am 15. März 2021 griffen nicht identifizierte bewaffnete Gruppen vier Fahrzeuge an, die Passagiere vom Wochenmarkt im Hauptort Banibangou zurück in die Dörfer Darey Tinni und Siné Godar bringen sollten. Sie töteten 58 Personen, setzten mehrere Getreidespeicher in Darey Tinni und zwei Fahrzeuge in Brand und stohlen zwei Fahrzeuge. In Niger wurde daraufhin eine dreitägige Staatstrauer ab 17. März 2021 angeordnet. Der Angriff einer bewaffneten Gruppe auf das in der Gemeinde Abala gelegene Dorf Aboyak Kimba am 19. Dezember 2022, bei dem zwei Dorfbewohner getötet wurden und Vieh gestohlen wurde, löste im Umkreis eine massive Fluchtbewegung aus. Auch aus Darey Tinni flüchteten Menschen in den Gemeindehauptort Abala.

## Bevölkerung
Bei der Volkszählung 2012 hatte Darey Tinni 645 Einwohner, die in 68 Haushalten lebten. Bei der Volkszählung 2001 betrug die Einwohnerzahl 402 in 41 Haushalten und bei der Volkszählung 1988 belief sich die Einwohnerzahl auf 677 in 96 Haushalten.